# Edith Fischer

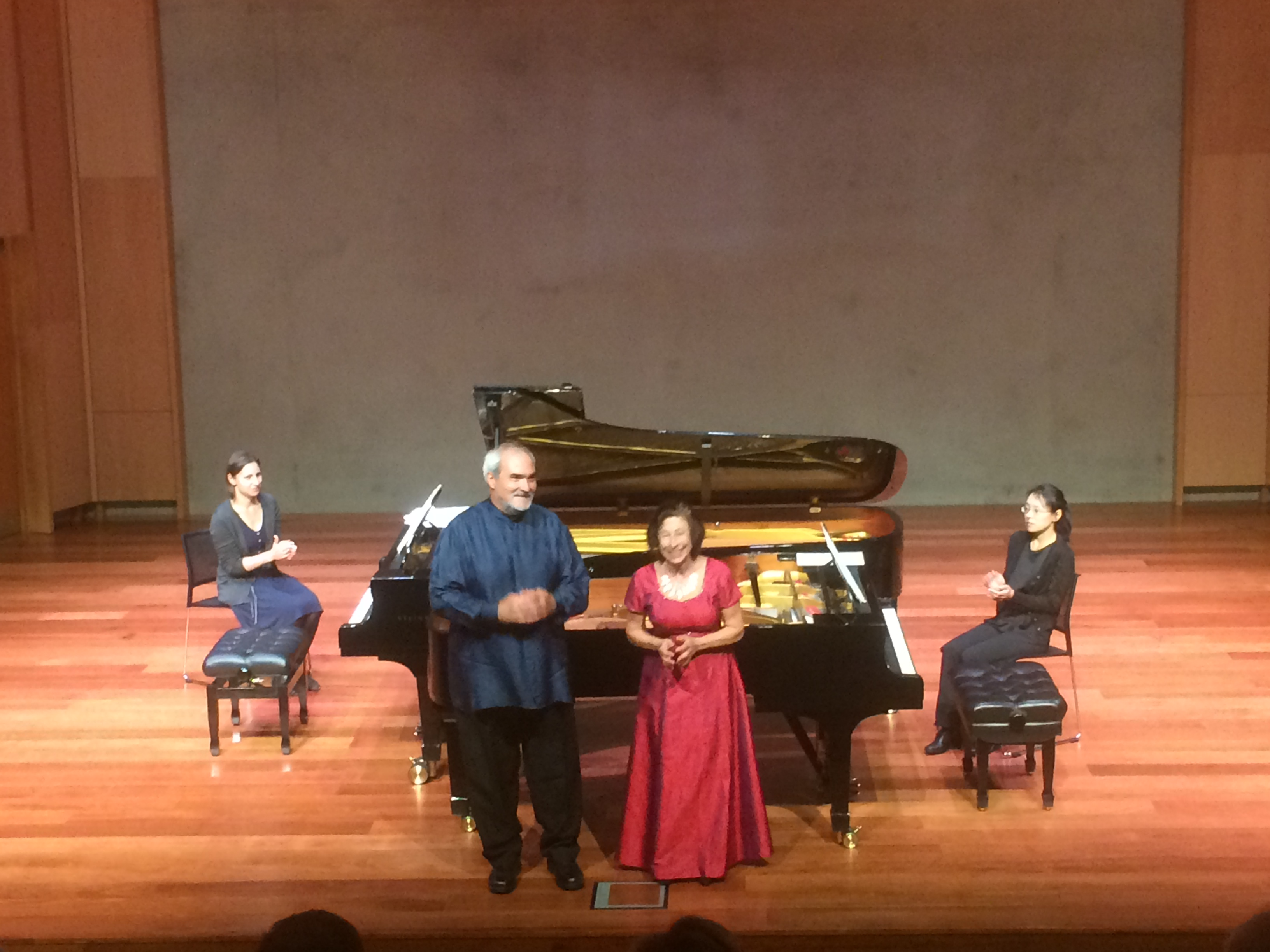
Edith Fischer zusammen mit ihrem Mann Jorge Pepi-Alos 2017

Edith Fischer (* 18. Februar 1935 in Santiago de Chile) ist eine chilenische klassische Pianistin.

## Leben und Werk
Edith Fischer wurde 1935 in ein musikalisches Elternhaus hinein geboren. Mit elf Jahren gab sie ihr erstes Konzert. Dreizehnjährig lud sie Hermann Scherchen zur Aufführung von Mozarts Konzert KV453 in G-Dur als Solistin ein. Sie studierte bei Claudio Arrau in New York. Sie ließ sich in der Schweiz nieder und erspielte sich 1955 den Dinu-Lipatti-Preis in London. 1963 gewann sie den Internationalen Musikwettbewerb in München.
Ihr Repertoire ist sehr umfangreich. Es umfasst unter anderem alle Beethoven-Sonaten und das gesamte Werk Ravels. Bekannt wurde sie vor allem durch zyklische Darbietungen aller Beethoven-Sonaten an jeweils acht aufeinanderfolgenden Konzertabenden. Fischer gab auch zahlreiche kammermusikalische Konzerte unter anderem auch solche für zwei Klaviere zusammen mit ihrem Mann, dem Pianisten Jorge Pepi-Alos.
Parallel zur Konzerttätigkeit gab Fischer ihr Wissen und das pianistische Erbe ihres Lehrers Claudio Arrau in zahlreichen Meisterkursen weiter.